# Massimo Turci
 (Roma, 20 giugno 1930 – Roma, 2 gennaio 2023) è stato un doppiatore e direttore del doppiaggio italiano.

## Biografia
Figlio di due antiquari, divenne attore bambino per caso a undici anni, recitando nel film Fari nella nebbia (1942): interpretò poi piccole parti in altre tre pellicole durante la guerra. Al termine del conflitto incominciò a recitare prima davanti ai microfoni dell'EIAR in programmi destinati ai ragazzi, poi nella prosa, sia teatrale che nei radiodrammi con la compagnia di prosa della Rai, prevalentemente presso la sede di Radio Roma.
Successivamente entrò nel mondo del doppiaggio cinematografico all'interno nella cooperativa CDC, dove diventò una delle principali voci giovanili. Doppiò attori come Anthony Perkins, Alain Delon, Ryan O'Neal, Russ Tamblyn. Come direttore di doppiaggio seguì tutti i film di Luigi Magni e quelli di Mario Monicelli a partire dal film Camera d'albergo (1981). Nel 1999 si ritirò dall'attività artistica.
È deceduto a Roma il 2 gennaio 2023, all'età di 92 anni. Riposa al cimitero Flaminio.

## Vita privata
Era sposato con la doppiatrice Serena Verdirosi, dalla quale ebbe un figlio, Francesco.

## Filmografia
- Fari nella nebbia, regia di Gianni Franciolini (1941)
- Gelosia, regia di Ferdinando Maria Poggioli (1942)
- Odessa in fiamme, regia di Carmine Gallone (1942)
- L'angelo bianco, regia di Giulio Antamoro, Federico Sinibaldi ed Ettore Giannini (1943)
- La domenica della buona gente, regia di Anton Giulio Majano (1953)

## Prosa radiofonica Rai
- Vita col padre di Howard Lindsay e Russel Crouse, regia di Guglielmo Morandi (1948)
- Il romanzo di un giovane povero di Octave Feuillet, regia di Pietro Masserano Taricco, trasmessa il 5 marzo 1949.
- Au clair de lune di Carlo Trabucco, regia di Pietro Masserano Taricco, trasmessa il 2 maggio 1949.
- Una storia americana di E. Canneti, regia di Anton Giulio Maiano, trasmessa il 11 giugno 1949.
- La febbre del fieno di Noël Coward, regia di Pietro Masserano Taricco, trasmessa l'8 agosto 1949.
- Andrea, radiodramma di Anna Luisa Meneghini, regia di Anton Giulio Majano, trasmessa il 25 febbraio 1950.
- Il piatto d'argento di Mario Ronco, regia di Anton Giulio Majano (1950)
- Angeli e colori di Carlo Linati, regia di Pietro Masserano Taricco, trasmessa il 6 maggio 1950.
- Ho un bel castello, radiocommedia di Georges Neveux, regia di Pietro Masserano Taricco, trasmessa il 6 luglio 1950.
- Marito e moglie di Ugo Betti, regia di Anton Giulio Majano, trasmessa il 22 luglio 1950.
- I capricci di Marianna, commedia di Alfred De Musset, regia di Guglielmo Morandi, trasmessa il 11 gennaio 1951.
- La vita di Pulcinella, radiocommedia di Nepomucene Jonquille, regia di Anton Giulio Majano, trasmessa il 5 febbraio 1951.
- L'ultimo sogno della signora Catrì di Gino Pugnetti, regia di Pietro Masserano Taricco, trasmessa il 1º dicembre 1951.
- Ricordo la mamma di Jon Van Dutren, regia di Anton Giulio Majano, trasmessa il 24 dicembre 1951.
- Selina di Alfio Valdarnini, regia di Anton Giulio Majano, trasmessa il 1 novembre 1952.
- Perduto nelle stelle, musical di Maxwell Anderson e Kurt Weill, regia di Anton Giulio Majano, trasmesso il 19 giugno 1953.
- Primo Faust di Wolfgang Goethe, regia di Corrado Pavolini, trasmessa il 9 marzo 1954.
- La famiglia Barrett di Rudolf Besier, regia di Pietro Masserano Taricco, trasmessa il 7 marzo 1955.
- Cronacha e Olimpia, radiodramma di Alberto Perrini e Remo Pascucci, regia di Gian Domenico Giagni, trasmesso il 2 dicembre 1955.
- La fantesca di Giambattista Della Porta, regia di Guglielmo Morandi, trasmessa il 24 giugno 1955.
- La cantata dei pastori di Andrea Perrucci, regia di Anton Giulio Majano, trasmessa il 24 dicembre 1955.
- Pane vivo di François Mauriac, regia di Alberto Casella, trasmessa il 29 marzo 1956.
- I capricci di Marianna, commedia di Alfred de Musset, regia di Guglielmo Morandi, trasmessa 2 luglio 1957.
- Il crepuscolo dell'eroe, radiodramma di Alberto Perrini, regia di Marco Visconti, trasmesso il 27 maggio 1961.

## Doppiaggio

### Cinema
- Russ Tamblyn in Sansone e Dalila, Il padre della sposa, Papà diventa nonno, Sette spose per sette fratelli, Un napoletano nel Far West, L'ultima caccia, La pistola sepolta, La valle dei delitti, Alla larga dal mare, I peccatori di Peyton, Operazione segreta, Le meravigliose avventure di Pollicino, Cimarron, La conquista del West, Gli invasati, Le lunghe navi, Mezzo dollaro d'argento
- Alain Delon in Furore di vivere, Delitto in pieno sole, Le tentazioni quotidiane, Né onore né gloria, Parigi brucia?, Texas oltre il fiume, Frank Costello faccia d'angelo, Diabolicamente tua, Il clan dei siciliani, Borsalino, I senza nome, Madly, il piacere dell'uomo, L'evaso, La mia legge, L'arrivista, Un amore di Swann
- Sal Mineo in La rapina del secolo, Gioventù bruciata, Il gigante, Delitto nella strada, Lassù qualcuno mi ama, Gli indiavolati, Dino, L'ultima battaglia del generale Custer, La moglie sconosciuta, Exodus, Fuga da Zahrain, La più grande storia mai raccontata, Krakatoa, est di Giava
- Anthony Perkins in La diga sul Pacifico, Bella, affettuosa, illibata cercasi..., L'ultima spiaggia, In punta di piedi, Le piace Brahms?, Fedra, Il coltello nella piaga, Il processo, Una adorabile idiota, Un uomo oggi, Qualcuno dietro la porta, Assassinio sull'Orient Express, Psycho II, Psycho III
- Terence Hill in La vena d'oro, Guaglione, Lazzarella, La spada e la croce, Il padrone delle ferriere, Cerasella, Annibale, Un militare e mezzo, Giuseppe venduto dai fratelli, Io non protesto, io amo
- Gabriele Antonini in Le fatiche di Ercole, Ercole e la regina di Lidia, Domenica è sempre domenica, Le sette sfide, I mongoli, Il segno del vendicatore, Le sette spade del vendicatore, Gli eroi del doppio gioco
- Little Tony in Riderà (Cuore matto), Peggio per me... meglio per te, Marinai in coperta, Cuore matto... matto da legare, Zum Zum Zum - La canzone che mi passa per la testa, Donne... botte e bersaglieri, Zum Zum Zum n° 2, W le donne
- Al Bano in Nel sole, L'oro del mondo, Il suo nome è Donna Rosa, Il ragazzo che sorride, Pensando a te, Angeli senza paradiso, Mezzanotte d'amore
- John Saxon in L'uomo nell'ombra, La tentazione del signor Smith, Il frutto del peccato, La squadra infernale, Agostino, A sud-ovest di Sonora, Ultima notte a Cottonwood
- Nick Adams in La nave matta di Mister Roberts, Picnic, L'ultima carovana, Sono un agente FBI, Il letto racconta..., La morte dall'occhio di cristallo
- Nino Castelnuovo in Un maledetto imbroglio, Giorno per giorno, disperatamente, La cintura di castità, Un esercito di 5 uomini, Colpo grosso... grossissimo... anzi probabile, Il divorzio
- Ben Cooper in Johnny Guitar, Alamo, Flash! Cronaca nera, La rosa tatuata, I pistoleri maledetti, Waco, una pistola infallibile
- Peter Lee Lawrence in Dove si spara di più, Ancora dollari per i MacGregor, Dio in cielo... Arizona in terra, Amore e morte nel giardino degli dei, La preda e l'avvoltoio, Mia moglie, un corpo per l'amore
- James MacArthur in Johnny, l'indiano bianco, La sfida del terzo uomo, Quella nostra estate, Stato d'allarme, La battaglia dei giganti, Impiccalo più in alto
- Roddy McDowall in La nostra vita comincia di notte, Cleopatra, Il pianeta delle scimmie, Pomi d'ottone e manici di scopa, 1999 - Conquista della Terra, Anno 2670 - Ultimo atto
- Jacques Perrin in Cronaca familiare, La ragazza con la valigia, La corruzione, La calda vita, La favolosa storia di Pelle d'Asino, Vagone letto per assassini
- Gérard Rinaldi in 5 matti in mezzo ai guai, Cinque matti allo stadio, Cinque matti alla corrida, Cinque matti al supermercato, Più matti di prima al servizio della regina, Cinque matti vanno in guerra
- Jean Sorel in Vaghe stelle dell'Orsa..., Le fate, L'uomo che ride (ruolo di Astorre), Le bambole, La giornata balorda, Uno sguardo dal ponte
- Horst Buchholz in I magnifici sette, Uno, due, tre!, 9 ore per Rama, Le meravigliose avventure di Marco Polo (Lo scacchiere di Dio), Il grande valzer
- Bobby Darin in Torna a settembre, Una sposa per due, Capitan Newman, Quello strano sentimento, Sparatorie ad Abilene
- Tab Hunter in La belva, Le colline bruciano, Quel tipo di donna, Il sentiero della violenza, Il piacere della sua compagnia
- Richard Jaeckel in Prima linea, Cowboy, Guadalcanal ora zero, Stella di fuoco, Quando l'inferno si scatena
- Dean Jones in Quegli anni selvaggi, Il delinquente del rock and roll, Sotto l'albero yum yum, Il boia è di scena, Operazione Gatto
- Tommy Kirk in Geremia, cane e spia, Robinson nell'isola dei corsari, Un tipo lunatico, Sam il selvaggio, Okay Parigi!
- Audie Murphy in Un americano tranquillo, Agguato nei Caraibi, Il forte delle amazzoni, Fermati, cow boy!, Tamburi ad ovest
- Jack Nicholson ne I maghi del terrore, La vergine di cera, Psych-Out - Il velo sul ventre, L'amica delle 5 ½, Conoscenza carnale
- Elvis Presley in Paese selvaggio, Lo sceriffo scalzo, Per un pugno di donne, Frankie e Johnny, Pugno proibito
- Michael Anderson Jr. in I figli del capitano Grant, Tre donne per uno scapolo, Sierra Charriba, Doringo!
- Brandon De Wilde in E il vento disperse la nebbia, Hud il selvaggio, I cacciatori del lago d'argento, Prima vittoria
- Fabian in Pugni, pupe e pepite, Mister Hobbs va in vacanza, Cinque settimane in pallone, Il giorno più lungo, Erasmo il lentigginoso
- Gérard Blain in I peccatori guardano il cielo, Via Margutta, Hatari!, Un amore
- George Hamilton in A casa dopo l'uragano, Due settimane in un'altra città, I trecento di Fort Canby, Luce nella piazza
- Jim Hutton in Per favore non toccate le palline, La carovana dell'alleluia, Guai con gli angeli, Cammina, non correre
- Tomas Milian in Il tormento e l'estasi, The Bounty Killer, Se sei vivo spara, Sentenza di morte
- Ryan O'Neal in Uomini selvaggi, Ma papà ti manda sola?, Paper Moon - Luna di carta, Quell'ultimo ponte
- Martin Sheen in Quella strana ragazza che abita in fondo al viale, Countdown dimensione zero, Gandhi, Fenomeni paranormali incontrollabili
- Ángel Aranda in Marisa la civetta, Gli ultimi giorni di Pompei, Il colosso di Rodi
- Tony Bill in Alle donne ci penso io, L'incredibile furto di Mr. Girasole, Shampoo
- Robert Blake in A sangue freddo, La città spietata, Questa ragazza è di tutti
- Michael Callan in Cordura, L'isola misteriosa, Cat Ballou
- Mark Damon in I diavoli del Pacifico, Un treno per Durango, Lo sbarco di Anzio
- Troy Donahue in Scandalo al sole, Ricerche diaboliche, Lo specchio della vita
- Jean-Pierre Léaud in L'amore a vent'anni, Ultimo tango a Parigi, Effetto notte
- Paul McCartney in Tutti per uno, Aiuto!, Broad Street
- Peter McEnery in Il principe di Donegal, Giallo a Creta, Le orme
- Tommy Sands in L'idolo della canzone, Martedì grasso, La tua pelle o la mia
- Michael Sarrazin in Il professionista, Il misterioso caso Peter Proud, La corsa più pazza del mondo
- Andrea Scotti in Gli amori di Ercole, Ercole contro i figli del sole, Agente 077 missione Bloody Mary
- Dean Stockwell in Frenesia del delitto, Una pistola per un vile, Il lungo viaggio verso la notte
- Robert Wagner in La Pantera Rosa, Indianapolis pista infernale, Il giorno più lungo
- Philip Ahn ne L'avventuriero di Macao
- Edward Albert in Un taxi color malva
- Corey Allen in La morte corre sul fiume
- Walter George Alton in L'uomo puma
- William Atherton in Hindenburg
- Frankie Avalon in La battaglia di Alamo, Viaggio in fondo al mare
- Philippe Avron in La calda pelle
- Freddie Bartholomew in Un americano a Eton
- Orson Bean in Anatomia di un omicidio
- Warren Beatty in Spogliarello per una vedova
- Jean-Paul Belmondo in Asfalto che scotta
- Daniel Beretta in Revolver
- Warren Berlinger in Gioventù ribelle, Voglio sposarle tutte
- Philippe Forquet in Prendila è mia, Waterloo
- James Best in L'albero della vendetta
- Folker Bohnet in Il ponte
- Timothy Bottoms in E Johnny prese il fucile
- Michael Brandon in 4 mosche di velluto grigio
- Tom Brown in L'incendio di Chicago
- Jack Buetel in La vendicatrice dei sioux
- Jim Burk in Il grande paese
- Edd Byrnes in Commandos, 5 per la gloria
- Ty Hardin in La battaglia dei giganti
- Peter Brown in Tigre in agguato
- Rafael Campos in Il seme della violenza
- Jean-Pierre Cassel in ...poi ti sposerò, Quei temerari sulle macchine volanti
- Lou Castel in Quién sabe?
- Jacques Charon in Arriva Fra' Cristoforo...
- Jacques Charrier in Carmen di Trastevere
- Rick Cooper in Tora! Tora! Tora!
- Tom Courtenay in Operazione Crossbow, Per amore ho catturato una spia russa
- James Darren in I cavalloni
- Richard Davalos in La valle dell'Eden
- John Davidson in Il più felice dei miliardari (dialoghi)
- Douglas Dick in Nodo alla gola
- David Dukes in Delitti inutili
- Keir Dullea in Madame X, Bunny Lake è scomparsa
- Robert Evans in Duello a Forte Smith, Donne in cerca d'amore
- James Farentino in Il principe guerriero
- Gérard Filippelli in Cinque matti contro Dracula
- Eddie Fisher in Un turbine di gioia
- Peter Fonda in Il sole nella stanza
- Steve Forrest in Spettacolo di varietà
- Arthur Franz in L'ammutinamento del Caine
- Marjoe Gortner in Scontri stellari oltre la terza dimensione
- Clu Gulager in Contratto per uccidere
- Larry Hagman in A prova di errore, S.O.B.
- Nicholas Hammond in Tutti insieme appassionatamente
- Thomas Hasson in A noi piace Flint
- John Anthony Hayes in 5 corpi senza testa
- Tim Henry in Il terrore negli occhi del gatto
- Eddie Hodges in Magia d'estate (dialoghi)
- Dennis Hopper ne Il gigante, Sfida all'O.K. Corral
- Geoffrey Horne in Il ponte sul fiume Kwai, Buongiorno tristezza
- Jeffrey Hunter in Sentieri selvaggi, L'ultimo urrà
- Mick Jagger in I fratelli Kelly
- Anthony James in La calda notte dell'ispettore Tibbs
- William Janney in Gli allegri eroi (ridoppiaggio)
- David Janssen in Secondo amore, Come prima... meglio di prima
- Hank Jones in Il fantasma del pirata Barbanera
- Lani Kai in Blue Hawaii
- Vassili Karis in I dieci gladiatori, 4 minuti per 4 miliardi
- Steven Keats in Il giustiziere della notte
- Michael Kidd in È sempre bel tempo
- Jon Korkes in Piccoli omicidi
- Akira Kubo in Il trono di sangue
- Burt Kwouk in Sulle orme della Pantera Rosa
- Martin Lamotte in L'ala o la coscia?
- Michael Landon in Il piccolo campo
- John Phillip Law in E venne la notte
- Peter Lazer in Hombre
- John Leyton in La grande fuga, Il colonnello Von Ryan
- Gary Lockwood in La spada magica
- Jack Lord in Il boia
- Ray Lovelock in Un posto ideale per uccidere
- Roland Lui in La buona terra (ridoppiaggio 1967)
- Fred MacMurray in Primo amore (ridoppiaggio)
- Claude Mann in Una donna e una canaglia
- Julián Mateos in Il ritorno dei magnifici sette, Gli occhi freddi della paura
- Kerwin Mathews in Il diavolo alle 4
- Malcolm McDowell in Caccia sadica, Caligola
- Michael McGreevey in La via del West, Spruzza, sparisci e spara
- Ian McShane in Se è martedì deve essere il Belgio, I lunghi giorni delle aquile
- Carl Milletaire in Intrigo internazionale
- Martin Milner in Piombo rovente
- James Mitchum in Il contrabbandiere
- Vic Morrow in La via del male
- Henry Nakamura in Donne verso l'ignoto
- Howard Napper in Cicciabomba
- David Nelson in Il grande circo
- Ricky Nelson in Un dollaro d'onore
- Bob Newhart in L'inferno è per gli eroi
- Kip Niven in Una 44 Magnum per l'ispettore Callaghan
- Daniel Ollier in Maigret a Pigalle
- Gerald S. O'Loughlin in Un cappello pieno di pioggia
- Michael Ontkean in Colpo secco
- Dimitris Papamichael in Mai di domenica
- Lee Patterson in La storia di Esther Costello
- William Phipps in Il cacciatore di indiani
- Marc Porel in Colpo in canna
- Andrew Prine in Anna dei miracoli
- Gary Raymond in Improvvisamente, l'estate scorsa
- Gary Collins in Airport
- David McCallum in I piloti dell'inferno
- Robert Redford in La caccia
- William Reynolds in I ragazzi di Camp Siddons
- Bruce Robinson in Romeo e Giulietta
- Edward G. Robinson Jr. in A qualcuno piace caldo
- Fred Robsahm in Nel giorno del Signore
- Raymond Roe in Giungla d'asfalto
- Mickey Rooney in Capitani coraggiosi (ridoppiaggio 1953), Il ritorno di Mr. Hardy
- Steve Rowland in L'arma della gloria
- John Russell in Alamo
- Jean Sarrus in Cinque matti alla riscossa
- Martin Semmelrogge in U-Boot 96
- Tom Skerritt in M*A*S*H
- Henry Silva in Va' e uccidi
- Charles Southwood in Roy Colt & Winchester Jack
- Hal Stalmaster in I rivoltosi di Boston
- Bob Stebbins in Arco di trionfo
- George E. Stone in Piccolo Cesare
- Peter Strauss in Soldato blu, Il sergente Klems
- Don Stroud in Squadra omicidi, sparate a vista!, L'uomo dalla cravatta di cuoio
- Folke Sundquist in Il posto delle fragole
- William Sylvester in Agente 007 - Si vive solo due volte
- William Tannen in La febbre del petrolio
- Nigel Terry in Il leone d'inverno
- Laurent Terzieff in La notte brava
- Jean-Louis Trintignant in Piace a troppi, La battaglia di Austerlitz
- Jan-Michael Vincent in Professione: assassino
- Jon Voight in Un uomo da marciapiede, Tornando a casa
- Robert Walker Jr. in Carovana di fuoco
- M. Emmet Walsh in Prigioniero della seconda strada
- Jimmy Wang Yu in Con una mano ti rompo con due piedi ti spezzo
- Burt Ward in Batman
- Simon Ward in I tre moschettieri
- Sam Waterston in Il grande Gatsby
- Patrick Wayne in La lunga linea grigia, McLintock!
- David Weston in La maschera della morte rossa
- Yale Wexler in G-Men della quinta strada
- Fred Williams in La meravigliosa Angelica
- David Winters in West Side Story
- Edward Woods in Nemico pubblico
- Michael York in Un colpevole senza volto
- Skip Young in Amami teneramente
- Karl Zoff in Don Camillo monsignore... ma non troppo
- Giacomo Agostini in Formula 1 - Nell'inferno del Grand Prix
- Ugo Amaldi in Terza liceo
- Maurizio Arena in Totò e Carolina
- Francesco Barilli in Prima della rivoluzione
- Enzo Cerusico in Tre notti violente
- Gianluigi Chirizzi in Le monache di Sant'Arcangelo
- Niccolò De Guido in Primo amore
- Gianni Dei in I peccati di Madame Bovary
- Johnny Dorelli in Totò, Peppino e le fanatiche
- Pietro Ferro in Achtung! Banditi!
- Nino Fuscagni in Ursus, il terrore dei kirghisi
- Giuliano Gemma in Angelica, Angelica alla corte del re
- Enio Girolami in Vacanze a Ischia, Racconti d'estate
- Gianni Macchia in Una storia d'amore
- Mal in Amore Formula 2
- Luciano Marin in L'uomo di paglia
- Raf Mattioli in Il corsaro della mezza luna
- Geronimo Meynier in Il magistrato
- Franco Nero in Tecnica di un omicidio
- Enrico Olivieri in La maschera del demonio
- Giulio Paradisi in Brevi amori a Palma di Majorca
- Nicolò Piccolomini in Il Corsaro Nero
- Giancarlo Prete in Rappresaglia
- Giovanni Lombardo Radice in La casa sperduta nel parco
- Marco Reims in Perché si uccidono (La merde)
- Mino Reitano in Una vita lunga un giorno
- Giacomo Rossi Stuart in Perry Grant agente di ferro
- Bobby Solo in Una lacrima sul viso
- Gabriele Tinti in Il coraggio, Ester e il re
- Gino Turini in Agguato sul Bosforo
- Voce narrante in Sodoma e Gomorra (versione integrale), Dalla Cina con furore

### Film di animazione
- Ercolino ne Le 13 fatiche di Ercolino
- Principe in Cenerentola (ridoppiaggio)
- Paul McCartney in Yellow Submarine
- Valentino ne Il giro del mondo degli innamorati di Peynet

### Televisione
- Anthony Perkins in Che succede al povero Allan?
- Ian Bannen in Jane Eyre nel castello dei Rochester
- George Camiller ne I Borgia
- Morgan Stevens in Saranno famosi (episodi 2x01-2x04-4x01)
- Christopher Cazenove (1ª voce) in Dynasty

## Riconoscimenti
- Festival Voci a Sanremo
  - 2008 – XII Targa "Gualtiero De Angelis"
- Gran premio internazionale del doppiaggio
  - 2009 – Premio alla carriera
- Leggio d'oro
  - 2009 – Alla carriera[5]